# Momo Yansane
Momo Yansane (Fria, 29 luglio 1997) è un calciatore guineano, attaccante dell'Omonia Aradippou.

## Carriera

### Club
Il 1º gennaio 2020, dopo aver giocato nella massima serie guineana ed in quella marocchina (con il FUS Rabat gioca peraltro anche 2 partite nella Coppa della Confederazione CAF), viene acquistato a titolo definitivo dalla squadra bielorussa dell'Islač, con cui realizza 19 reti in 51 presenze nella massima serie bielorussa. Nel 2021 realizza 6 reti in 16 presenze nella seconda divisione russa con il Nižnij Novgorod, per poi trasferirsi allo Sheriff Tiraspol nella massima serie moldava: qui esordisce anche in Champions League, conquistando la qualificazione alla fase a gironi del torneo.

### Nazionale
Con l'Under-20 ha preso parte al Mondiale di categoria nel 2017.
Nell'ottobre del 2021 è stato convocato per la prima volta in nazionale maggiore, debuttando lo stesso mese, in occasione della gara di qualificazione al campionato del mondo 2022 contro il Sudan.

## Statistiche

### Cronologia presenze e reti in nazionale
| Cronologia completa delle presenze e delle reti in nazionale ― Guinea | Cronologia completa delle presenze e delle reti in nazionale ― Guinea | Cronologia completa delle presenze e delle reti in nazionale ― Guinea | Cronologia completa delle presenze e delle reti in nazionale ― Guinea | Cronologia completa delle presenze e delle reti in nazionale ― Guinea | Cronologia completa delle presenze e delle reti in nazionale ― Guinea | Cronologia completa delle presenze e delle reti in nazionale ― Guinea | Cronologia completa delle presenze e delle reti in nazionale ― Guinea |
| Data                                                                  | Città                                                                 | In casa                                                               | Risultato                                                             | Ospiti                                                                | Competizione                                                          | Reti                                                                  | Note                                                                  |
| --------------------------------------------------------------------- | --------------------------------------------------------------------- | --------------------------------------------------------------------- | --------------------------------------------------------------------- | --------------------------------------------------------------------- | --------------------------------------------------------------------- | --------------------------------------------------------------------- | --------------------------------------------------------------------- |
| 6-10-2021                                                             | Marrakech                                                             | Sudan                                                                 | 1 – 1                                                                 | Guinea                                                                | Qual. Mondiali 2022                                                   | -                                                                     | 46’                                                                   |
| Totale                                                                |                                                                       | Presenze                                                              | 1                                                                     |                                                                       | Reti                                                                  | 0                                                                     |                                                                       |

## Palmarès

### Club

#### Competizioni nazionali
- Campionato moldavo: 1

Sheriff Tiraspol: 2021-2022
- Coppa di Moldavia: 1

Sheriff Tiraspol: 2021-2022